# Сјећање на Георгију
„Сјећање на Георгију” је хрватски филм први пут приказан 23. јула 2002. године. Режирао га је Јаков Седлар а сценарио је написао Нино Скрабе.
Филм је приказан на 49. филмском фестивалу у Пули 2002. године.

## Радња
Првак позоришта Трагедија, Дадо Телебух, за дочек Нове године, у тешкој је психичкој кризи. Напустио га је љубавник Иван Старчевић, који је сада у вези с Јурицом Павичићем, па Телебух телефонира читаву ноћ покушавајући наћи помоћ и утеху. Са СОС-телефона упућују му као психолошку подршку часну сестру Сању Шепаровић...

## Улоге
| Глумац           | Улога                   |
| ---------------- | ----------------------- |
| Борис Михољевић  | Дадо Телебух            |
| Алмира Османовић | Сања Шепаровић          |
| Миа Оремовић     |                         |
| Божидар Алић     | Полимац                 |
| Вида Јерман      |                         |
| Ален Ливерић     | Иван Старчевић          |
| Роберт Племић    | Јурица Павичић          |
| Ђуро Утјешановић | Миле Јерговић Муниврана |